# Squadra All-America di college football 1889
La squadra All-America di college football 1889 (1889 College Football All-America Team) è stata la prima squadra All-America di college football. La squadra fu selezionata da Casper Whitney e pubblicata su This Week's Sports.
La squadra selezionata da Whitney nel 1889 segnò l'origine delle squadre "All-America" che sono poi apparse in tutti gli sport collegiali dall'hockey su ghiaccio maschile alla ginnastica femminile. Tutti gli undici membri della squadra 1889 facevano parte di tre squadre: Harvard, Princeton e Yale, allora conosciute come le "Big Three" del college football. Alcune fonti indicano che Walter Camp assistette Whitney per la selezione, mentre altri indicano che Camp non fu coinvolto nelle selezioni se non a partire dal decennio successivo.
Il primo All-America team incluse quello che fu poi leggendario allenatore Amos Alonzo Stagg (all'epoca giocatore di Yale), Pudge Heffelfinger (il primo giocatore professionista di football americano), "Snake" Ames (recordman di punti al college con 730), Edgar Allan Poe (cugino di secondo grado dello scrittore), Arthur Cumnock (descritto come il più grande giocatore di Harvard di tutti i tempi nel 1913), e Roscoe Channing (che servì poi con Teddy Roosevelt nei Rough Riders).

## Profili degli All-America
- Amos Alonzo Stagg (1862-1965): All-American end di Yale, Stagg diventò un allenatore leggendario presso l'Università di Chicago (1892-1932) e l'Università del Pacifico (1933-1946). Le squadre di Stagg vinsero sette campionati nazionali e sette Big Ten Conference.
- William Heffelfinger (1867-1954): guardia di Yale, "Pudge" Heffelfinger era nativo del Minnesota ed era considerato il miglior lineman del suo tempo. Heffelfinger fu pagato 500 dollari[2] nel 1892 per giocare per la Allegheny Athletic Association rendendolo il primo giocatore professionista[3]. Fu poi il capo allenatore alla University of California (1893), Lehigh University (1894), e all'Università del Minnesota (1895). In seguito ha pubblicato un opuscolo annuale chiamato "Heffelfinger's Football Facts".
- Knowlton Ames (1868-1931): Nato a Chicago, fullback di Princeton, " Snake" Ames stabilì il record di punteggio collegiale non ufficiale del suo tempo con 730 punti, di cui 62 touchdowns e 176 trasformazioni. Ames è accreditato di essere il primo giocatore ad eseguire un fake punt e fu parte della prima squadra che sviluppò pienamente la "power sweep".[4] Ames si trasferì a ovest come allenatore della Purdue University dal 1891 al 1892.
- Hector "Hec" Cowan (1863-1941): offensive tackle di Princeton, "Hec" Cowan ha contribuito a guidare la squadra 1889 di Princeton ad un perfetto 10-0 record. Pudge Heffelfinger più tardi disse di Cowan, "Aveva le spalle e le braccia più forti che abbia mai visto contro e le gambe tozze come pistoni, quando portava la palla. Hector potrebbe portare un paio di tackle sulla schiena, eppure era un sacco veloce sul campo aperto" [5] in seguito ha lavorato come allenatore presso l'Università del Kansas (1894-1896).
- Edgar Allan Poe (1871-1961): quarterback di Princeton, Poe fu così chiamato per ricordare il suo parente e celebre poeta Edgar Allan Poe [6][7] Dopo che Princeton sconfisse Harvard 41-15, un giocatore di Harvard avrebbe chiesto un alunno di Princeton se Poe era legato alla grande Edgar Allan Poe. Secondo l'aneddoto, "l'alunno lo guardò con stupore e rispose: 'Lui è il grande Edgar Allan Poe'"[6]. Poe successivamente servì come Procuratore Generale dello Stato del Maryland (1911-1915).
- Arthur Cumnoc (1868-1930): Cumnock di Harvard era conosciuto come un placcatore feroce ed è stato classificato da un autore come forse il più grande giocatore nella lunga tradizione footballistica di quella scuola [8]. Cumnock più tardi diventò uomo d'affari e fu il tesoriere di una delle più grandi multinazionali del New England.
- Roscoe Channing (1868-1961): halfback di Princeton, Channing poi servì con Theodore Roosevelt nei Rough Riders durante la guerra ispano-americana. Per molti anni è stato il presidente della Hudson Bay Mining and Smelting Company, una compagnia mineraria del rame nel Saskatchewan.
- Charles O. Gill (1868-1959): di Yale, successivamente allenò presso la University of California nel 1894.

## Lineup della squadra per posizione
End
- Amos Alonzo Stagg, Yale (College Football Hall of Fame)
- Arthur Cumnock, Harvard

Tackle
- Hector Cowan, Princeton (College Football Hall of Fame)
- Charles O. Gill, Yale

Guard
- Pudge Heffelfinger, Yale (College Football Hall of Fame)
- John Cranston, Harvard

Center
- William George, Princeton

Quarterback
- Edgar Allan Poe, Princeton

Halfback
- Roscoe Channing, Princeton
- James Lee, Harvard

Fullback
- Knowlton Ames, Princeton (College Football Hall of Fame)